# Лисец (Западна България)
 Тази статия е за планината в Западна България.  За други значения вижте Лисец.  
Лисец е планина в Западна България, част от Милевско-Конявската планинска група, на територията на Кюстендилска област.
Планината е разположена между Кюстендилската котловина на изток и Каменишката котловина на запад. На север проломната долина на река Бистрица я отделя от Чудинска планина, а на юг чрез седловината Вратца (995 m) се свързва с Осоговска планина. Има куполообразна форма с диаметър около 13 – 14 km. В средата ѝ се издига най-високата ѝ точка връх Връшник (Лисец, 1500,2 m). Други по-характерлни върхове са: Костобия (1264 m), където се доближават землищата на четири села - Лисец, Дождевица, Церовица и Леска; Средният чукар (1210 м); Мъчи баба (Мачи баба, 1036 m), където се доближават землищата на три села: Кутугерци, Леска и Долно село (мах
. Бистрица). Съществува интересна легенда, свързана с този връх и близкото Градище. Източните склонове на Лисец планина, са обърнати към Кюстендилската котловинана и са полегати, а тези на запад към Каменишката котловина и на север към долината на река Бистрица – стръмни.
Изградена е от кристалинни шисти. Климатът е преходно-континентален, със засилено планинско влияние. Почти цялата планина, с изключение на южните ѝ части, се отводнява от къси рекички и дерета, десни притоци на река Бистрица. В северозападната част на планината текат две маловодни рекички, десните притоци на река Бистрица – Дождевска и Лесковска.
Почвите са канелени горски. Покрита е със смесени букови и горунови гори. Слабо развит дърводобив и животновъдство.
Във вътрешността и по склоновете ѝ са разположени изцяло землищата на селата: Блатец, Дождевица, Леска, Лисец, а частично в нейното подножие - Радловци, Лозно, Горна Брестница и Вратца. На десния склон на р. Бистрица са разположени част от землищата на Ръсово, Долно село (махала Бистрица), Кутугерци (района на Мъчи баба), Церовица, Кършалево и Мазарачево.
По южното подножие на планината, от запад на изток, през прохода Вратца, по протежение от 3,2 km, преминава участък от първокласен път № 6 ГКПП „Гюешево“ – София – Карлово – Бургас.
По цялото ѝ североизточно, северно и северозападно подножие, по долината на река Бистрица (някои в долното течение я наричат Соволянска Бистрица), между спирка Соволяно и гара Долно село преминава участък от трасето на жп линията Радомир – Кюстендил – Гюешево.
В миналото е имало добив на дървени въглища в селата Леска, Лисец, Дождевица.
През последното десетилетие дъбовата церова гора и старите овошки са заразени с лишеи. На места и част от боровата гора е нападната от подкорови вредители.
Животинският свят намалява. Разпространението на сърни, зайци и лисици е ограничено. Значителна е популацията на диви свине. През 2020 година, в района на село Лисец, е срещната мечка. Понякога се срещат вълци.
Чист въздух, превъзходни изгледи, особено от високите части на Лисец планина. Ухаещи планински билки.
Планината е лесно достъпна. С автобус или лека кола се стига до село Лисец, село Ръсово или местността Дервент. След това – пеша към връх Връшник.
Връх Връшник още в миналото кюстендилци са наричали „барометър“ (синоптик) за града. Обвие ли се в облаци и мъгли, времето ще се развали, чисто и ясно ли е около него – очаква се хубаво време.

## Топографска карта
- Лист от карта K-34-58. Мащаб: 1 : 100 000.
- Лист от карта K-34-70. Мащаб: 1 : 100 000.